# Laurens Snakenborg
Laurens Snakenborg, född på 1400-talet, död mellan 1471–1481, var en svensk riddare, riksråd och hövitsman.

## Biografi
Laurens Snakenborg var son till riddaren Heyne Snakenborg. Han nämns första gången 1433 och omnämns 1435 som en av rikets råd och män. Snakenborg dubbades troligen 14 september 1441 till riddare vid kung Kristoffers kröning i Uppsala och var från 1443 till 31 mars 1448 hövitsman på Axevalla hus. Han var från 21 januari 1446 till 8 februari 1451 riksråd. Snakenborg dömdes 1453 tillsammans med nio andra personer för landsförräderi, för att han hade hyllat Kristian I:s tåg till Västergötland. Vilket resulterade i en dödsdom och blev fråntagen godsen. Han var därefter från 1458 till 1466 riksråd och från 1463 hövistman på Dal. Snakenborg avled 1471–1481.

### Egendom
Han ägde egendom i Marks, Redvägs, Vilske härad, Vartofta och Ås härader i Västergötland, i Väse härad i Värmland, i Vadstena i Östergötland och i Bälinge härad i Uppland.

### Familj
Snakenborg gifte sig första gången före 1441 med Katharina Laurensdotter (Aspenäsätten) (död före 1441), dotter till riddaren och riksrådet Lars Ulfsson (Aspenäsätten).
Han var från 1434 andra gången gift med Cristina Gustavsdotter (Tre rosor av Horshaga), dotter till riddaren och lagmannen Gustav Magnusson (Tre rosor av Horshaga) och Märta Johansdotter.
Snakenborg gifte sig senast 1469 tredje gången med Ingegerd Jönsdotter (båt), dotter till fogden Jööns Matsson (båt) och Margareta Jacobsdotter (Augustin).